# Gränsjön (Älgå socken, Värmland)
Gränsjön är en sjö i Arvika kommun i Värmland och ingår i Göta älvs huvudavrinningsområde. Sjön har en area på 2 kvadratkilometer och ligger 173,1 meter över havet. Sjön avvattnas av vattendraget Greånsälven.

## Delavrinningsområde
Gränsjön ingår i det delavrinningsområde (661440-130446) som SMHI kallar för Utloppet av Gränsjön. Medelhöjden är 217 meter över havet och ytan är 15,54 kvadratkilometer. Räknas de 2 avrinningsområdena uppströms in blir den ackumulerade arean 18,59 kvadratkilometer. Greånsälven som avvattnar avrinningsområdet har biflödesordning 4, vilket innebär att vattnet flödar genom totalt 4 vattendrag innan det når havet efter 290 kilometer. Avrinningsområdet består mestadels av skog (75 procent). Avrinningsområdet har 2,18 kvadratkilometer vattenytor vilket ger det en sjöprocent på 14 procent.